# Resolució 899 del Consell de Seguretat de les Nacions Unides
La Resolució 899 del Consell de Seguretat de les Nacions Unides fou adoptada per unanimitat el 4 de març de 1994. Després de recordar la resolució 833 (1993) i examinar una carta del Secretari General Boutros Boutros-Ghali sobre la qüestió de l'Iraq, els ciutadans privats i els seus els actius que van romandre al territori kuwaitià després de la línia de demarcació de la frontera internacional entre l'Iraq i Kuwait, el Consell, en virtut del Capítol VII de la Carta de les Nacions Unides, va decidir que els pagaments de compensació es pot remetre als ciutadans privats interessats a l'Iraq, sense perjudici de les disposicions de la Resolució 661 (1991).